# 教育扶助

生活保護受給者人口（単位：千人）。青は総数。橙は生活扶助、緑は住居扶助、赤は医療扶助、紫は介護扶助、茶は教育扶助、桃色はその他。

教育扶助（きょういくふじょ）とは、生活保護法で定められている扶助の8種類のうちの一つである。対象となるのは義務教育の修学に必要な費用である（法第13条）。これは日本国憲法第26条第2項により就学が義務付けられていることに関連して、最低生活の内容として義務教育への就学を保障しようとすることからきている。
教育扶助の具体的内容としては、義務教育に伴って必要となる学用品費、実験実習見学費、通学用品費及び教科外活動費などの費用が小・中学校別に定めた基準額によって支給されるほか、教科書に準ずる副読本的な図書、ワークブックや辞書の購入費、学校給食費および通学のための交通費、児童・生徒が学校または教育委員会の行う夏季施設に参加するための費用、学習参考書等の購入費、課外のクラブ活動に要する費用が支給されることとなっている。

## 方法
教育扶助は、原則として金銭給付によることとなっており、通常は生活扶助と合わせて支給されている（生活保護法第32条）。支給先としては、被保護者、親権者などのほか、学校長に対しても交付することができる。このように学校長が直接の交付先とされているのは、学校長に対して交付したほうが便宜を図りやすいことや、教育扶助費がその目的とする費用に直接当てられるように対処することが必要な場合があることに対応したものであり、通常は学校給食費の場合にこうした交付が行われることが多い。

## 就学援助との関係
生活保護世帯に属する小中学生の場合、義務教育に伴う学校給食費、通学用品費、学用品費については、教育扶助の対象となる。就学援助制度は、生活保護世帯の小中学生（要保護者）に対して、教育扶助の対象とならない修学旅行 費などを支給するとともに、教育扶助を受けていない要保護者、生活保護の対象に準ずる程度に困窮している小中学生（準要保護者）に義務教育に伴う費用の一部を給付している。

## 給付金額
給付金額の例として島根県の場合以下のようになる。
|                                        | 小学生                                                                     | 中学生                                                                     |
| -------------------------------------- | -------------------------------------------------------------------------- | -------------------------------------------------------------------------- |
| 学用品等(月額)                         | 2600円                                                                     | 5100円                                                                     |
| 教材代                                 | 正規の教材として学校長又は教育委員会が指定するものの購入又は利用に必要な額 | 正規の教材として学校長又は教育委員会が指定するものの購入又は利用に必要な額 |
| 学校給食費                             | 保護者が負担すべき給食費の額                                               | 保護者が負担すべき給食費の額                                               |
| 通学のための交通費                     | 通学に必要な最小限度の額                                                   | 通学に必要な最小限度の額                                                   |
| 学級費等(月額)                         | 1080円以内                                                                 | 1000円以内                                                                 |
| 校外活動参加費(修学旅行を除く校外活動) | 必要最小限度の額                                                           | 必要最小限度の額                                                           |
| 学校支援費(年額、クラブ活動等)         | 16000円以内                                                                | 59800円以内                                                                |